# Kailzie House

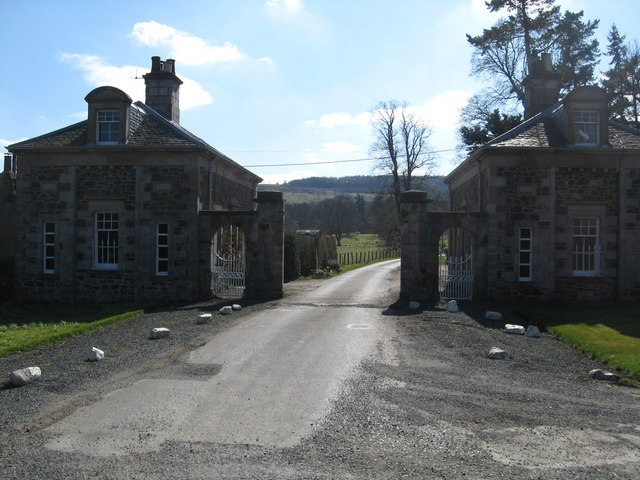
Lodges und Zufahrtstor zu dem Anwesen

Kailzie House war ein Herrenhaus in der schottischen Council Area Scottish Borders. Es befand sich rund drei Kilometer südöstlich der Kleinstadt Peebles am rechten Tweed-Ufer. Obschon Kailzie House zwischenzeitlich abgebrochen wurde, sind verschiedene Außengebäude erhalten geblieben und als Denkmäler der Kategorien A, B und C geschützt. Des Weiteren ist das Gesamtanwesen im schottischen Register für Landschaftsgärten verzeichnet. In zwei von sieben Kategorien wurde das höchste Prädikat „herausragend“ verliehen.

## Geschichte
Im Jahre 1326 übertrug der schottische König David II. James of Tweedie die Ländereien von Kailzie. Im Laufe der Jahrhunderte errichtete die Familie dort einen Wehrturm. Im Jahre 1638 zählte Kailzie zu den Ländereien des Earl of Traquair. In den folgenden Jahrhunderten sah Kailzie zahlreiche Eigentümer. Hervorzuheben sind die Balfours, die ein neues Gebäude am Standort errichteten sowie die Plenderleiths, welche die Entwicklung der Gärten und Parkanlagen anstießen. 1794 erwarb der Glasgower Kaufmann Nutter Campbell das Anwesen. Im Jahre 1803 ließ er nach einem Brand das georgianische Kailzie House errichten. Aus wirtschaftlichen Gründen wurde das Herrenhaus 1962 abgebrochen.

## Taubenhaus
In den Gärten findet sich ein Taubenhaus. Mit dem Baujahr 1698 wurde es noch vor dem letzten Herrenhaus errichtet. Das Taubenhaus weist eine Grundfläche von 5 m × 3,7 m auf. Sein rund 60 cm mächtiges Mauerwerk besteht aus Bruchstein mit Natursteindetails. Das zweistöckige Gebäude schließt mit einem schiefergedeckten Pultdach. In das Dach war ursprünglich ein Holzaufbau mit zwei Reihen mit je neun Einfluglöchern eingesetzt. Die hölzernen Nistkästen im Inneren wurden zwischenzeitlich entfernt. Als einziges Bauwerk des Anwesens ist das Taubenhaus als Denkmal der höchsten Denkmalkategorie A klassifiziert.